# Bourg-Saint-Pierre
Bourg-Saint-Pierre (äldre tyskt namn: St. Petersburg, frankoprovensalska: Bôrg-Saint-Pierre) är en ort och kommun i distriktet Entremont i kantonen Valais, Schweiz. Kommunen hade 215 invånare (2023).
Kommunen gränsar i söder mot Italien. Vid gränsen ligger Sankt Bernhardspasset. Vid passhöjden finns hospitset Hospice-du-Grand-Saint-Bernard, ett gästhem och kloster tillhörigt Augustinerkorherrarna, känt bland annat för sin tidigare avel av sankt bernhardshundar.